# Бъдеще време в миналото
Бъдеще време в миналото е глаголно време, изразяващо действие, което е било предстоящо спрямо определен момент в миналото. Няма значение дали действието се е осъществило преди момента на говорене, дали все още предстои да се осъществи, или се е осуетило (останало е неосъществено).

## Образуване
Бъдеще време в миналото се образува посредством спомагателния глагол ща, спрегнат в минало несвършено време, и формата за съответното лице и число на спрегаемия глагол в сегашно време, свързани със съюза да. Например глаголът мисля в бъдеще време в миналото се спряга по следния начин:
|      | ед.ч.          | мн.ч.            |
| ---- | -------------- | ---------------- |
| 1 л. | щях да мисля   | щяхме да мислим  |
| 2 л. | щеше да мислиш | щяхте да мислите |
| 3 л. | щеше да мисли  | щяха да мислят   |

Подобно на останалите бъдещи времена в българския език, бъдеще време в миналото има два начина за образуване на отрицателни форми:
- С частицата не, добавена пред положителната форма.
Примери: не щях да мисля, не щяха да разберат.
- С глаголната форма нямаше (3 л. ед.ч. мин.несв.вр. на глагола нямам),
последвана от съюза да и спрегаемия глагол в сег.вр.
Примери: нямаше да мисля, нямаше да разберат.

Вторият начин се използва много по-често от първия. Отрицателните форми с не са двусмислени. Например изразът не щяха да разберат може да означава както нямаше да разберат, така и не искаха да разберат.

## Употреба
Бъдеще време в миналото се използва, за да обозначи действие, което е предстояло да се случи спрямо определен минал момент. Например в изречението Върнах се у дома, защото щях да гледам мача. гледането на мача е било предстоящо спрямо завръщането у дома, което от своя страна е минало спрямо момента на говорене.
Често действието, изразено с бъдеще време в миналото, е останало неосъществено. Например в изречението Щях да кажа голяма глупост. се подразбира, че говорещият е имал намерение да каже голяма глупост, но не я е казал.
Тази неосъщественост не е заложена изначално в значението на глаголното време. В повествувание, чието основно време е минало свършено, може да се употреби бъдеще време в миналото, за да се предадат предстоящи събития (изпреварващ поглед).
Пример (началото на разказа „Шибил“ от Йордан Йовков):
Шибил, страшният хайдутин, когото заптиета и кърсердари търсеха под дърво и камък, слизаше от планината и отиваше да се предаде. Утре тая вест щеше да се разчуе навсякъде, кой щеше да я повярва!
Бъдеще време в миналото се употребява и в други случаи:
- За изразяване на учтивост.
Пример: Щях да те помоля за една услуга.
- Т.нар. употреба „за досещане“
(подобна употреба има и минало несвършено време).
Примери: Гошо кога щеше да заминава? Пешо нямаше ли да си тръгва вече?